# 横山楓
横山 楓（よこやま かえで、1997年12月28日 - ）は、宮崎県宮崎市出身のプロ野球選手（投手）。右投両打。オリックス・バファローズ所属。

## 経歴

### プロ入り前
幼い頃に父を亡くし、介護施設で調理師として働く母に育てられる。小学校4年生の時に西池ブルドッグに入団し野球を始め、中学時代は宮崎中央ボーイズで2番手投手としてプレーした。たまたま勝利投手になった試合を宮崎学園高校の監督が視察しており、同校に進学。1年の冬に腰を痛めて2か月間投げられずにいたが、監督の勧めで体幹を鍛えたところ、2年生になってから球速が140km/hを超えるようになる。もともと野球は高校までで辞めるつもりでいたが、148km/hを記録するようになり、野球を職業にしたいと意識し始める。3年夏の宮崎県大会では決勝まで勝ち進んだが疲労も重なり、決勝戦で宮崎日大高校に0対13で敗れ甲子園出場の夢は叶わなかった。
高校卒業後は國學院大學に進学するが、入学早々に腰痛が再発し思うように投げられない日々を送る。2年夏から練習を再開し、東都大学リーグでの初登板は3年春で6試合に登板。秋は先発も任され5試合に登板し、最速149km/hを記録した。大学の1学年上には清水昇がおり、4年からは清水のエース番号「18」を引き継いだ。大卒でプロ入りを目指し、4年時にプロ志望届を提出したが指名されず、卒業後はセガサミーに入社した。大学の同期に吉村貢司郎、1学年下に小川龍成がいる。
2021年の社会人野球日本選手権大会では、力強い直球とフォークを武器にNTT西日本を相手に5者連続三振。準々決勝となるホンダ戦では、最速153km/hの力投を見せ5回無失点に抑えるが、0対1で敗れた。
同年10月11日、ドラフト会議にて、オリックス・バファローズから6位指名を受け、12月11日にオリックスと契約金3500万円、年俸800万円（金額は推定）で合意し、入団が決まった。背番号は52。社会人時代に結婚し既に一児の父でもあったが、環境に慣れるために入団時は単身での寮生活を選択した。

### オリックス時代
2022年は、ウエスタン・リーグで25試合に登板し、0勝2敗、防御率2.36という成績を残すが、一軍登板は果たせなかった。11月24日、50万円減となる推定年俸750万円で契約を更改した。
2023年は、9月30日の東北楽天ゴールデンイーグルス戦（京セラドーム）で7回に中継ぎとしてプロ初登板し、1イニングを無失点に抑えた。最終的に4試合登板で防御率7.36を記録。11月8日、現状維持となる推定年俸750万円で契約を更改した。11月から12月にかけてオーストラリアン・ベースボールリーグのメルボルン・エイシズに派遣された。
2024年は、ウエスタン・リーグで47試合に中継ぎとして登板し、1勝5敗14セーブ、防御率3.65という成績で、最多セーブを獲得。一軍としては10月1日にシーズン初一軍昇格となったが、未登板のままシーズンが終了した。10月8日に戦力外通告を受け、11月19日に育成再契約が発表された。背番号は123に変更となる。
2025年はウエスタン・リーグで27試合に登板して、1勝2敗8セーブ、防御率2.33を記録。7月30日に支配下登録された。背番号は52に戻った。

## 選手としての特徴

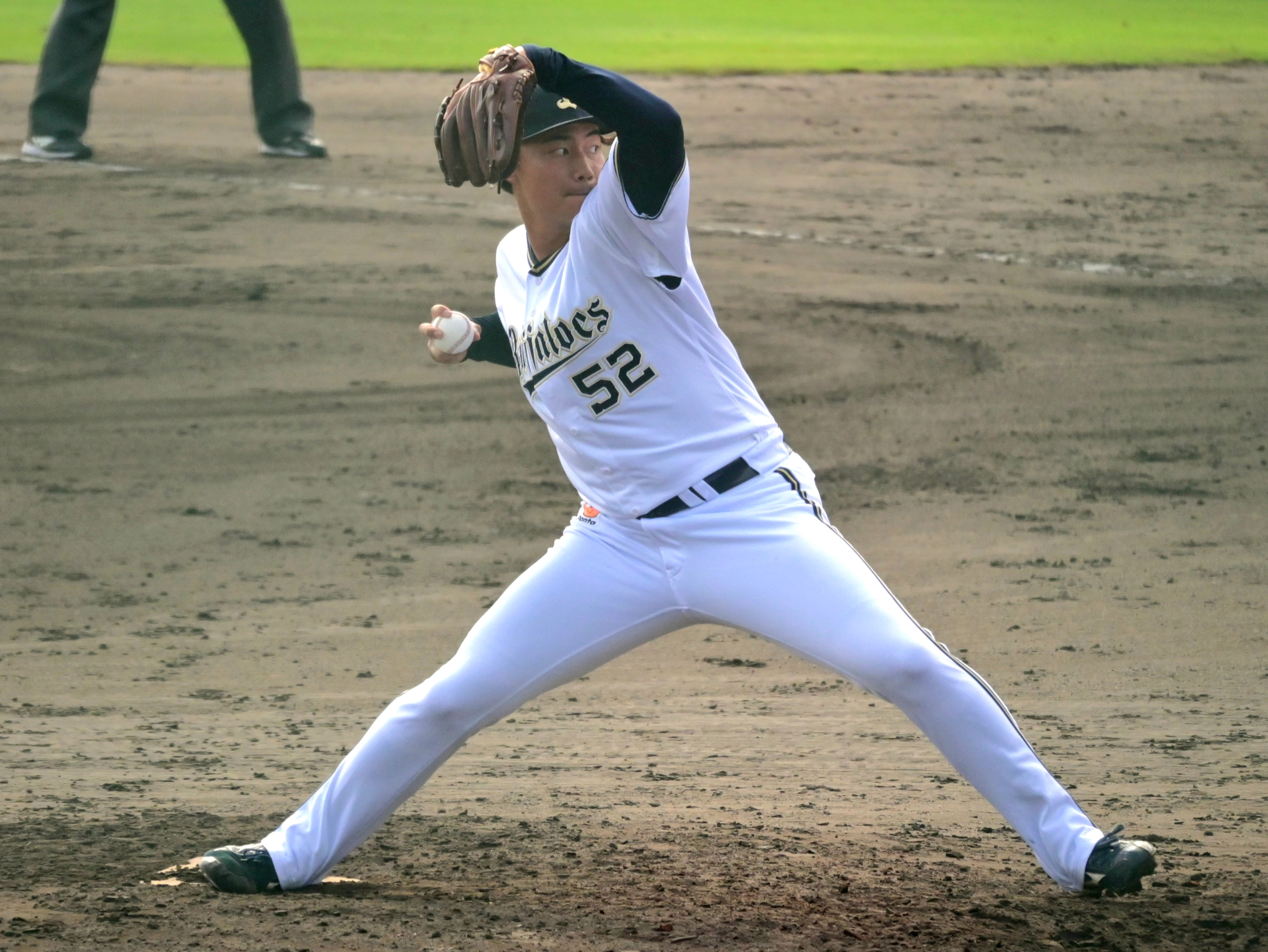
腕をたたむ投球フォーム
（2023年7月8日 紀三井寺野球場）

最速153km/hの速球派右腕。角度と勢いのある直球と変化球はフォークとカーブを投げる。
極端にテイクバックの少ない投球フォームを取り入れており、右手首の曲げ方は「招き猫」に例えられる。セガサミー時代からテイクバックが少なく、リリースの見えづらいフォームが特徴的だったが、極端に少なくしたのはプロ入り後からである。体が上を向いて暴れやすいため、「小さくまとめて打者に目掛けて投げる意識」で取り組んでいるもので、1年目のオフシーズン期間に巡回ヘッドコーチの中垣征一郎や二軍監督の小林宏の指導も取り入れ、独特なフォームを作り上げた。

## 詳細情報

### 年度別投手成績
| 年 度     | 球 団      | 登 板 | 先 発 | 完 投 | 完 封 | 無 四 球 | 勝 利 | 敗 戦 | セ 丨 ブ | ホ 丨 ル ド | 勝 率 | 打 者 | 投 球 回 | 被 安 打 | 被 本 塁 打 | 与 四 球 | 敬 遠 | 与 死 球 | 奪 三 振 | 暴 投 | ボ 丨 ク | 失 点 | 自 責 点 | 防 御 率 | W H I P |
| --------- | ---------- | ----- | ----- | ----- | ----- | -------- | ----- | ----- | -------- | ----------- | ----- | ----- | -------- | -------- | ----------- | -------- | ----- | -------- | -------- | ----- | -------- | ----- | -------- | -------- | ------- |
| 2023      | オリックス | 4     | 0     | 0     | 0     | 0        | 0     | 1     | 0        | 0           | .000  | 18    | 3.2      | 4        | 0           | 4        | 0     | 0        | 3        | 0     | 0        | 3     | 3        | 7.36     | 2.18    |
| 通算：1年 | 通算：1年  | 4     | 0     | 0     | 0     | 0        | 0     | 1     | 0        | 0           | .000  | 18    | 3.2      | 4        | 0           | 4        | 0     | 0        | 3        | 0     | 0        | 3     | 3        | 7.36     | 2.18    |

- 2024年度シーズン終了時

### 年度別守備成績
| 年 度 | 球 団      | 投手  | 投手  | 投手  | 投手  | 投手  | 投手     |
| 年 度 | 球 団      | 試 合 | 刺 殺 | 補 殺 | 失 策 | 併 殺 | 守 備 率 |
| ----- | ---------- | ----- | ----- | ----- | ----- | ----- | -------- |
| 2023  | オリックス | 4     | 0     | 1     | 0     | 0     | 1.000    |
| 通算  | 通算       | 4     | 0     | 1     | 0     | 0     | 1.000    |

- 2024年度シーズン終了時

### 記録

#### 初記録
投手記録
- 初登板：2023年9月30日、対東北楽天ゴールデンイーグルス24回戦（京セラドーム大阪）、7回表に2番手で救援登板、1回無失点[29]
- 初奪三振：同上、7回表に浅村栄斗から空振り三振
- 初勝利：2025年8月17日、対埼玉西武ライオンズ19回戦（京セラドーム大阪）、12回表に9番手で救援登板・完了、1回無失点[30]

### 背番号
- 52（2022年[12] - 2024年、2025年7月30日[22] - ）
- 123（2025年[21] - 同年7月29日）